# Norymberga (Teatr Telewizji)
Norymberga – spektakl telewizyjny Sceny Faktu Teatru Telewizji z 2006, którego autorem jest Wojciech Tomczyk, reżyserem Waldemar Krzystek. Dramat dotyka problematyki rozliczenia zbrodni okresu komunistycznego w Polsce.

## Fabuła
Dziennikarka odwiedza w domu byłego pułkownika kontrwywiadu PRL Stefana Kołodzieja. Wojskowy, sięgając do czasów powojennych opowiada historię swojego życia, rozpoczynając od momentu, w którym został zwerbowany przez oficera peerelowskiej bezpieki. Stopniowo dziennikarka dowiaduje się prawdy o swojej własnej rodzinie.

## Obsada
- Janusz Gajos jako pułkownik
- Dominika Ostałowska jako Hanka, dziennikarka
- Halina Łabonarska jako żona pułkownika

## Nagrody
Spektakl został nagrodzony w 2007 na Krajowym Festiwalu Teatru Polskiego Radia i Teatru TV „Dwa Teatry” w Sopocie. Nagrodę Grand Prix otrzymali: Wojciech Tomczyk, Waldemar Krzystek oraz zespół aktorski. W tym samym roku na Festiwalu Dramaturgii Współczesnej "Rzeczywistość Przedstawiona" w Zabrzu spektakl został nagrodzony Medalem im. S. Bieniasza za najlepszy spektakl Teatru Telewizji przyznanym przez redakcję miesięcznika "Śląsk".